# Завоевание Греции Римом
Римское завоевание Греции — история подчинения Эллады Римской республикой в III—II веках до н. э.

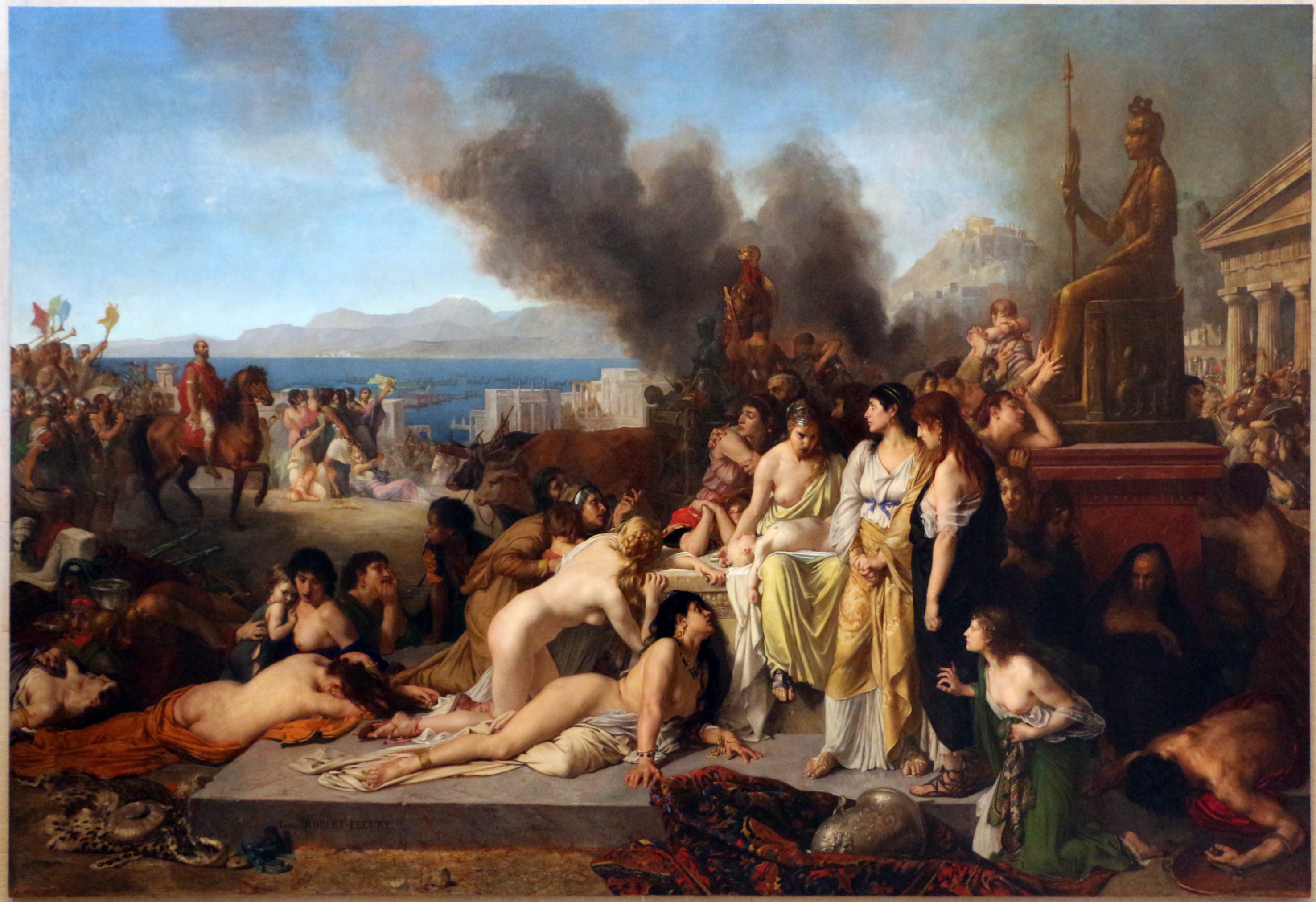
Тони Робер-Флёри. «Последний день Коринфа», 1870

Первые политические контакты римлян с Балканской Грецией относятся к 229 году до н. э., когда римский флот стал преследовать иллирийских пиратов: греки тогда смотрели на римлян как на своих спасителей (Первая Иллирийская война). Уже тогда римляне утвердились на острове Керкире и на иллирийском побережье. После 217 года до н. э. ни один конфликт в Греции не решался без вмешательства или хотя бы посредничества римлян.
Для Римского сената поводом к ближайшему вмешательству в дела Греции послужил союз Филиппа V с Ганнибалом в 215 году до н. э. Еще до окончания Второй Пунической войны римляне открыли военные действия против Филиппа V на берегу Иллирии (214 до н. э.). В 211 году до н. э. римляне заключили союз с этолянами против македонян. К этому союзу примкнули элейцы, мессеняне, лакедемоняне, царь Пергама Аттал I, владыки Фракии и Иллирии. Филиппа V поддерживали ахейский, акарнанский и эпирский союзы. В 205 году до н. э. воюющие стороны примирились.
Ещё раньше этоляне заключили сепаратный мир с Филиппом V. К этому же времени относится блестящая победа ахеян с Филопеменом во главе над спартанцами и их тираном Маханидом (207 до н. э.). Только по окончании войны с Карфагеном (202 до н. э.) римляне возобновили свое наступление на греко-македонский Восток под видом войны с Филиппом V (200 до н. э.), которая кончилась полным поражением последнего при Киноскефалах в Фессалии (197 до н. э.).
Полибий яркими красками обрисовал восторг, с какими греки выслушали заявление римского посланника Тита Квинкция Фламинина на истмийских празднествах в Коринфе, что по условиям мира, заключенного с Филиппом V, освобождаются все греческие государства, находившиеся в зависимости от Македонии (196 до н. э.).
Этоляне остались очень недовольны условиями мира. Довольно скоро и прочие греки убедились, что они только переменили одного господина на другого. Дело дошло до новой войны этолян с римлянами, причем в союзе с этолянами был царь Сирии Антиох III. В 191 году до н. э. при Фермопилах Антиох был разбит римлянами, а года через два после того и этоляне должны были покориться Риму. Этолийский союз перестал существовать (189 до н. э.). Как прежде этоляне досадовали на римлян и возбуждали греков к войне с ними, так теперь недовольны были Римом и Филипп, и ахеяне, державшие сторону римлян в войне их с Антиохом и этолянами. Приблизительно к этому времени относится расширение Ахейского союза, руководимого Филопеменом, на весь Пелопоннес. Спарта, Элида и Мессения были присоединены к союзу (191—190 до н. э.). Но как в Спарте, так и в Мессении, существовали сильные партии, стоявшие за выделение этих областей из союза. Недовольные обращались с жалобами в Рим, который не отказывался от роли посредника, судьи и устроителя Пелопоннеса: при его содействии Мессения вышла из Ахейского союза (183 до н. э.).
Возвращение Мессении в состав Ахейского союза стоило жизни Филопемену, а с его смертью усилились внутренние смуты, умножились и поводы к вмешательству римлян в дела союза. Политическая борьба осложнялась социально-экономическою. В союзе боролись две партии: одна, не объявляя открытой войны Риму, старалась сохранить за союзом возможную меру независимости в действиях; другая настаивала на признании главенства Рима над союзом. Наиболее видными представителями обеих партий были Аристен и Калликрат.
В 171 году до н. э. началась Третья Македонская война, которую вёл царь Персей, сын Филиппа V. В 168 году до н. э. война кончилась истреблением македонского войска при Пидне легионами Луция Эмилия Павла. Македония объявлена была свободной и разделена на 4 «республики», полностью зависимые от Рима. Они были обложены данью в размере половины той подати, которую они ранее платили македонскому царю.
Римляне жестоко покарали народ молосцев за участие в Третьей Македонской войне, в которой они сражались на стороне македонян. После поражения Македонии мстительные римляне в 167 до н. э. разгромили и разграбили 70 молосских городов, продав 150 тысяч эпиротов в рабство. В результате этого племя молосцев было уничтожено, а их прежняя область была обращена в римскую провинцию.
В душе сочувствуя Персею и желая ему победы над более опасным врагом, греки и, в частности, Ахейский союз, тем не менее из страха перед римской мощью не участвовали в войне и соблюдали возможно более строгий нейтралитет. Но и такое покорное поведение более уже не удовлетворяло римский Сенат. В 167 году до н. э. около 1000 ахеян, заподозренных в антиримских настроениях, без всякой вины отвезены были в Рим по подозрению в измене. В числе пленников находился и историк Полибий. 17 лет томились греки на чужбине, пока выжившим из них дозволено было наконец возвратиться на родину. Однако и возвращение пленных усилило раздоры в союзе.
В 148 году до н. э. македоняне, возглавляемые самозваным царём Андриском, выдававшим себя за сына царя Персея, попытались восстановить единое Македонское царство и восстали против римлян, но были побеждены, а Македония была обращена в римскую провинцию.
С уничтожением независимости Македонии и укреплением своего господства на Балканах Рим приступил к полному подчинению Греции. Римляне начали с ослабления Ахейского союза - крупного политического греческого объединения городов, который ранее оказал немало услуг Риму в борьбе против Македонии. Борьба за Ахейский союз была длительной и в высшей степени напряженной. Римляне играли на социальных противоречиях внутри самого Союза. Они опираясь на поддержку ахейских олигархов, крупных рабовладельцев и действовали против демократических элементов. В конце концов Риму удалось совершенно обессилить Ахейский союз и подготовить его полный военный разгром.
По требованию сената Спарта, Коринф, Аргос, Гераклея, Орхомен были исключены из союза (147 до н. э.). Война союза против Спарты была принята в Риме за вызов, и два поражения, нанесенные союзным войскам в Локриде Эпикнемидской Метеллом и близ Коринфа, у деревни Левкопетры, Муммием, положили конец независимому существованию Греции, из которой была образована провинция Ахайя (146 до н. э.). Коринф был сожжен, а его жители проданы в рабство.
В историографии существует мнение, что Коринф был разрушен как один из главных торговых конкурентов Рима. Другие города, воевавшие с Римом, потеряли свои укрепления, а их жители лишились права носить оружие.
Таким образом, падение Ахейского союза одновременно завершилось полным подчинением Греции Риму: все союзы Греции были распущены, а Греция окончательно утратила самостоятельность, превратившись в римскую провинцию под управлением наместника Македонии. Призрачную независимость сохранили только Спарта и Афины в знак памяти к их былой славе.